# ヤセール・ゴメス
ヤセール・リカルド・ゴメス・ソト（Yasser Richard Gómez Soto、1980年4月1日 - ）は、キューバ・ハバナ出身のプロ野球選手。外野手、左投左打。

## 来歴

### キューバ時代
キューバの国内リーグ「セリエ・ナシオナル・デ・ベイスボル」のメトロポリタノスで1997-1998シーズンにデビューし、打率.358を残して同年の新人王に輝く。
1998-1999シーズンにレオネス・デ・インドゥストリアレスに移籍し、金属バット時代の最多記録となるシーズン12三塁打を放つ。
木製バット時代を先取りしたようなスタイルだったため、キューバが木製を導入し、全体的に打低傾向となった1999-2000シーズン頃から、特に脚光を浴びることとなった。また2000年のシドニー五輪にチーム最年少で出場し、2番・中堅手で繋ぎ役を担った。
2002-2003シーズンを怪我で大半を棒に振り、また他の強打の外野手が次々と台頭するに従い、元々パワーに乏しい上に盗塁も上手くない欠点が克服できない状況で打撃も伸び悩み、キューバ代表から外れることになる。
2006年以降は、B代表の一員として再び国際大会に選出されるようになった。
2008年12月に同じ所属チームの投手であるヤデル・マルティとともにドミニカ共和国に亡命した。

### ブレーブス傘下時代
2009年の冬にドミニカのウィンターリーグ（LIDOM）でプレーした後、2010年5月26日にアトランタ・ブレーブスとマイナー契約を結んだ。契約後はAA級ミシシッピ・ブレーブスに所属し、38試合に出場して打率.323、0本塁打、9打点の成績を残した。
2011年4月1日に自由契約となった。

### 独立リーグ時代
2012年は独立リーグ・ノース・アメリカン・リーグのマッカレン・サンダー に所属。
2013年から2014年まではアトランティックリーグのカムデン・リバーシャークスに所属。また2013年の第3回WBCにスペイン代表として出場した。
2015年はアメリカン・アソシエーションのジョプリン・ブラスターズに所属。
以降はプロリーグには所属していないが、2016年に行われた第4回WBC予選にスペイン代表として出場した。

## 選手としての特徴
特徴としてはアベレージヒッターとしての安定感を武器としており、守備面も一流として評価されている。

## 年度別打撃成績 （2000 - 01年以降）
| 年 度     | 球 団    | 試 合 | 打 席 | 打 数 | 得 点 | 安 打 | 二 塁 打 | 三 塁 打 | 本 塁 打 | 塁 打 | 打 点 | 盗 塁 | 盗 塁 死 | 犠 打 | 犠 飛 | 四 球 | 敬 遠 | 死 球 | 三 振 | 併 殺 打 | 打 率 | 出 塁 率 | 長 打 率 | O P S |
| --------- | -------- | ----- | ----- | ----- | ----- | ----- | -------- | -------- | -------- | ----- | ----- | ----- | -------- | ----- | ----- | ----- | ----- | ----- | ----- | -------- | ----- | -------- | -------- | ----- |
| 2000-2001 | IND      | 51    | 245   | 200   | 45    | 76    | 11       | 3        | 1        | 96    | 28    | 8     | 5        | 4     | 2     | 35    | 2     | 4     | 18    | 5        | .380  | .480     | .481     | .961  |
| 2001-2002 | IND      | 70    | 320   | 282   | 52    | 103   | 19       | 3        | 4        | 140   | 33    | 3     | 5        | 1     | 5     | 25    | 1     | 7     | 30    | 11       | .365  | .496     | .430     | .926  |
| 2002-2003 | IND      | 30    | 103   | 93    | 13    | 23    | 0        | 0        | 0        | 23    | 7     | 0     | 0        | 0     | 2     | 6     | 0     | 2     | 8     | 5        | .247  | .247     | .307     | .554  |
| 2003-2004 | IND      | 87    | 380   | 342   | 42    | 103   | 8        | 2        | 0        | 115   | 40    | 1     | 3        | 1     | 0     | 31    | 5     | 6     | 16    | 10       | .301  | .336     | .369     | .705  |
| 2004-2005 | IND      | 89    | 363   | 309   | 55    | 102   | 15       | 0        | 2        | 123   | 37    | 2     | 1        | 5     | 2     | 43    | 2     | 4     | 23    | 9        | .330  | .398     | .419     | .817  |
| 2005-2006 | IND      | 48    | 187   | 159   | 35    | 64    | 13       | 0        | 0        | 77    | 22    | 0     | 0        | 2     | 2     | 18    | 4     | 6     | 18    | 3        | .403  | .484     | .481     | .965  |
| 2006-2007 | IND      | 88    | 377   | 309   | 43    | 102   | 12       | 3        | 0        | 120   | 31    | 2     | 0        | 7     | 2     | 58    | 4     | 1     | 32    | 10       | .330  | .388     | .438     | .826  |
| 2007-2008 | IND      | 66    | 288   | 231   | 41    | 91    | 17       | 2        | 2        | 118   | 54    | 2     | 2        | 3     | 8     | 41    | 10    | 5     | 8     | 8        | .394  | .511     | .495     | 1.006 |
| CNS：8年  | CNS：8年 | 529   | 2263  | 1925  | 326   | 664   | 95       | 13       | 9        | 812   | 252   | 18    | 16       | 23    | 23    | 257   | 28    | 35    | 153   | 61       | .345  | .422     | .431     | .853  |

キューバで通常用いられる個人通算成績は、プレーオフや選抜リーグなども合算するため、この表の合計とは一致しない